# Agkistrodon
Agkistrodon es un género de serpientes venenosas de la subfamilia de víboras de foseta. El género Agkistrodon incluye tres especies reconocidas -todas ellas politípicas y estrechamente relacionados- que se encuentran en América Central (desde Costa Rica hacia el norte), México y el sur de los Estados Unidos. El nombre científico se deriva de las palabras griegas ἄγκιστρον ('anzuelo') y ὁδοὐς ('diente'), y es probablemente una referencia a los colmillos.
Nombres comunes: cantil, cabeza de cobre, cottonmouth.

## Descripción
Los miembros de este género tienen una serie de características en común. Todas las especies tienen una cabeza relativamente ancha con colmillos cortos. Todos tienen una escama loreal, con la excepción de A. piscivorus.
Por lo general, tienen nueve escamas simétricas grandes en la corona de la cabeza, pero estas son a menudo fragmentadas o irregulares y tienen puntos de sutura en todas las especies y especialmente en A. bilineatus. Todos tienen un canto rostralis bien definido y una pupila verticalmente elíptica. Hay 6-10 (generalmente 8) escamas supralabiales y 8-13 (usualmente 10-11) sublabiales.
Las escamas dorsales son en su mayoría con quillas y a medio cuerpo cuentan 21-25 (usualmente 23) escamas, mientras que A. piscivorus tiene 23-27 (usualmente 25). Hay 127-157 escamas ventrales y 36-71 subcaudales. Algunas de las escamas subcaudales pueden ser divididas. La escama rectal es única. Todas las especies tienen un patrón de color que consiste de 10-20 franjas transversales oscuras sobre un color de fondo más claro, aunque a veces las bandas transversales se distribuirán como media bandas a cada lado del cuerpo.
La filogenia de las tres especies ha sido controvertida. Los estudios basados en morfología(Gloyd & Conant, 1990) y las características del veneno (Jones, 1976) sugieren que A. bilineatus y A. contortrix están más estrechamente relacionados. 
Sin embargo, un análisis de DNA mitocondrial realizado por Knight et al. (1992), así como estudios moleculares recientes (Parkinson et al., 1997, 1999) confirman que A. bilineatus y A. piscivorus son taxa hermanas, con A. contortrix siendo una especie hermana de las dos.

## Distribución geográfica
Se encuentra en Norteamérica, en el noreste y el centro de EE. UU. hacia el sur peninsular a través de Florida y el suroeste de Texas. En México y América Central se encuentra en la vertiente del Atlántico a partir de Tamaulipas y Nuevo León hacia el sur hasta la península de Yucatán, Belice y Guatemala. En la vertiente del Pacífico se halla en la planicie costera y estribaciones inferiores de Sonora hacia Guatemala, El Salvador, Honduras, Nicaragua, hasta el noroeste de Costa Rica.

## Comportamiento

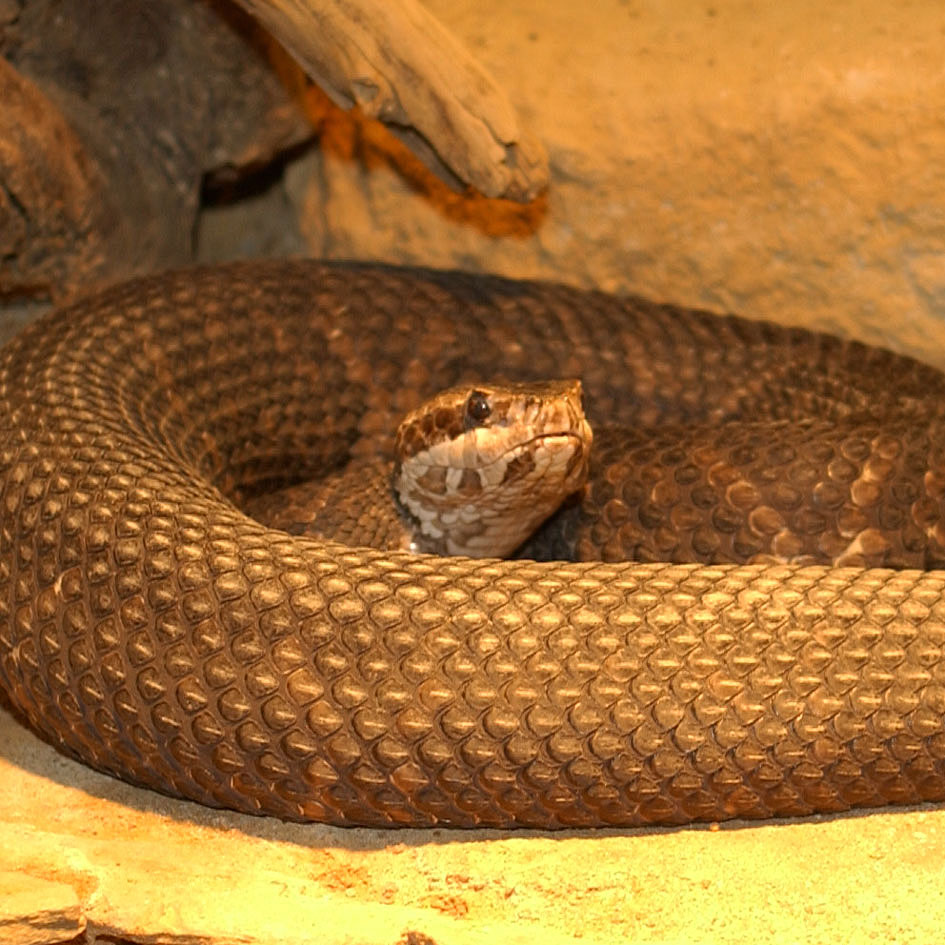
Agkistrodon piscivorus.

Todas son terrestres y semiacuáticas, y suelen ser encontradas cerca de fuentes de agua. Sin embargo, A. contortrix y A. bilineatus también se encuentran en hábitats secos, a menudo lejos de cuerpos de agua permanentes.

## Reproducción
Los miembros de este género son todos ovovivíparos.

## Veneno
Se supone que el veneno de las tres especies no es diferente al de A. contortrix, que contiene enzimas como la trombina, que actúan sobre la actividad coagulante de la sangre. Un estudio de  patrones de proteínas electroforéticas en los venenos entre y dentro de las poblaciones de A. contortrix y A. piscivorus demostró que existe una variación sustancial (Jones, 1976), y no hay razón para creer que estas diferencias no corresponden con variaciones en la toxicidad.

## Especies
- Agkistrodon bilineatus Günther, 1863
- Agkistrodon contortrix (Linnaeus, 1766)
- Agkistrodon piscivorus (Lacépède, 1789)

## Taxonomía
Anteriormente, el género Agkistrodon era mucho más amplio, y englobaba los siguientes géneros actuales:
- Calloselasma - Las víboras de foseta de Malasia, encontradas en el sudeste de Asia.
- Deinagkistrodon - La víboras 'cien pasos', principalmente encontradas en el sur de China.
- Gloydius - Mocasines, encontradas en Asia.
- Hypnale - Hump-nosed vipers, encontradas en India y Sri Lanka.